# 兰吉特·拉伊
兰吉特·拉伊（1957年2月25日—），印度前外交官，曾任印度駐尼泊爾大使、印度駐越南大使、越南駐匈牙利兼駐斯洛文尼亞與波斯尼亞和黑塞哥維那大使。

## 經歷
蘭吉特·拉伊生於1957年2月25日。
2006年2月至2010年3月，任印度駐匈牙利大使，兼駐斯洛文尼亞與波斯尼亚和黑塞哥维那。
2010年6月至2013年8月，任印度駐越南大使。